# Maude George
Maude George (15 de agosto de 1888-10 de octubre de 1963) fue una actriz estadounidense que trabajó durante la era de cine mudo.

## Biografía
George nació en Riverside, California, en 1888, Maude George es recordada por una de las integrantes de la sociedad anónima de actores del director Erich von Stroheim, con quien trabajó en películas de larga duración durante la década de 1920. George apareció en 59 películas entre 1915 y 1929. George también escribió el escenario de la película de 1917 The Fighting Gringo protagonizada por Harry Carey.
La carrera de George empezó en el teatro legítimo, trabajando con Nat Goodwin en una compañía que había recorrido por los Estados Unidos.
George, quien era sobrina de Grace George, murió en 1963 en North Hills (Los Ángeles).

## Filmografía
- Langdon's Legacy (1916)
- The Silent Battle (1916)
- The Beckoning Trail (1916)
- Idle Wives (1916)
- The Social Buccaneer (1916)
- The People vs. John Doe (1916)
- Magda (1917)
- The Piper's Price (1917)
- Even As You and I (1917)
- Heart Strings (1917)
- Barbary Sheep (1917) *incompleta, solo una escena de 8 minutos de la película sobrevive actualmente
- 'Blue Blazes' Rawden (1918)
- The Marriage Ring (1918) *película perdida
- The Midnight Stage (1919)
- A Rogue's Romance (1919) *película perdida
- Madame X (1920)
- The Devil's Pass Key (1920) *película perdida
- Roads of Destiny (1921)
- Foolish Wives (1922)
- The Power of a Lie (1922)
- Monte Cristo (1922)
- Merry-Go-Round (1923)
- Temporary Marriage (1923)
- The Drums of Jeopardy (1923)
- Torment (1924) *película perdida
- Worldly Goods (1924)
- Soiled (1925)
- The Love Toy (1926) *película perdida
- Altars of Desire (1927)
- Isle of Lost Men (1928)
- The Garden of Eden (1928)
- The Wedding March (1928) *película perdida
- After the Storm (1928)
- The Woman from Moscow (1928) *incompleta, actualmente solo existen entre 4, 6, y 7 carretes
- The Veiled Woman (1929)